# Clásica Costa Surf femenina
La Clásica Costa Surf femenina es una carrera ciclista femenina profesional de un día  que se disputa anualmente en los alrededores de la ciudad de Torquay en el estado de Victoria en Australia. Es la versión femenina de la carrera del mismo nombre.
La carrera fue creada en el año 2020 haciendo parte del Calendario UCI Femenino como competencia categoría 1.1.

## Palmarés
| Año  | Ganador        | Segundo      | Tercero       |
| ---- | -------------- | ------------ | ------------- |
| 2020 | Brodie Chapman | Emily Roper  | Tayler Wiles  |
| 2025 | Ally Wollaston | Chloé Dygert | Georgia Baker |

## Palmarés por países
| País          | Victorias |
| ------------- | --------- |
| Australia     | 1         |
| Nueva Zelanda | 1         |